# Ingå

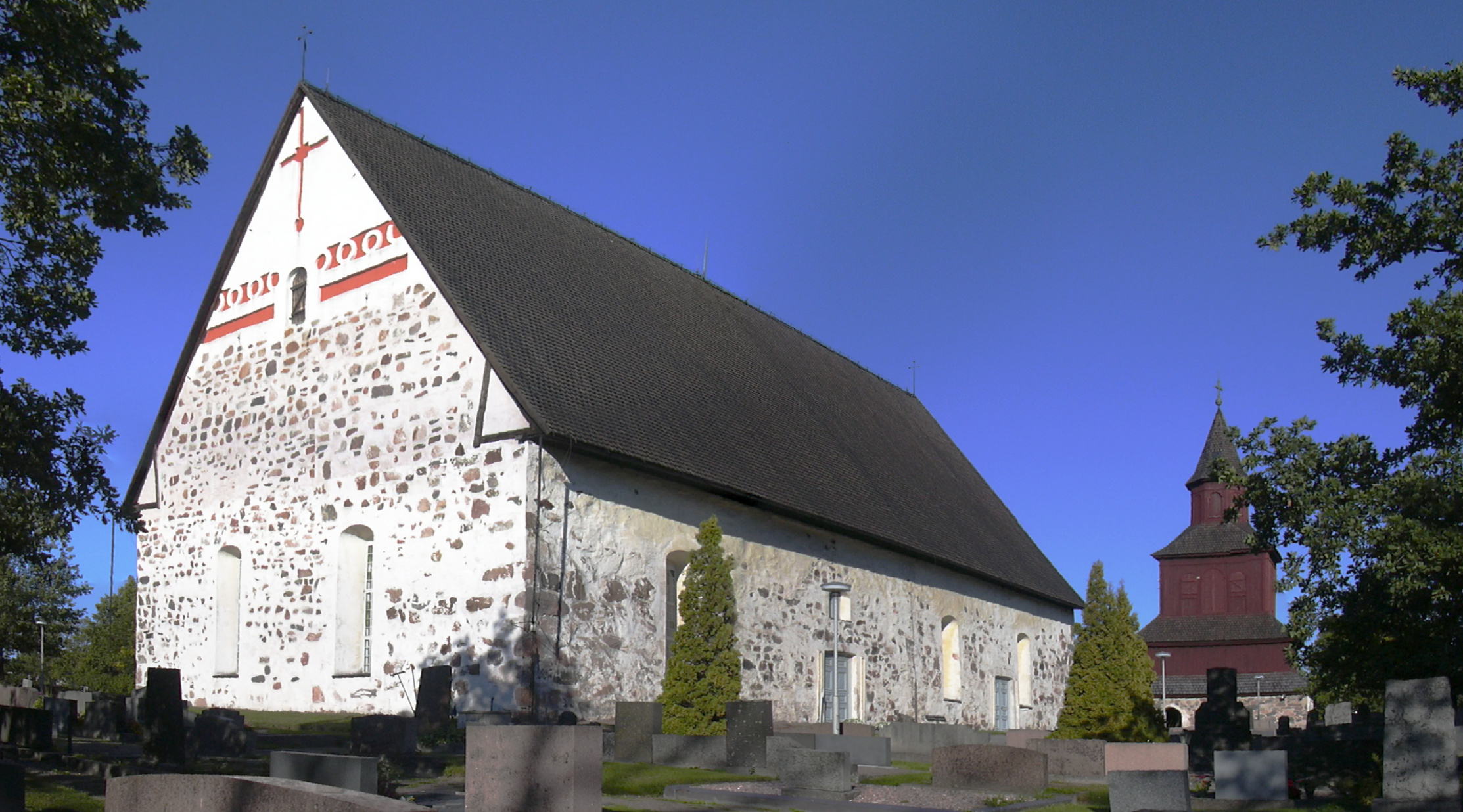
Kostel v Ingå

Ingå (finsky Inkoo, [ˈiŋkoː]IPA) je obec v provincii Uusimaa na pobřeží Finského zálivu, asi 55 km západně od Helsinek. V obci žije přes 5 000 obyvatel při hustotě 15,88 obyvatel/km². 55 % obyvatel jsou švédsky mluvící. Obec sousedí na západě s obcí Raseborg, na severu s Lohjou a na východě se Siuntio. Kromě toho na východě hraničí ještě na moři s Kirkkonummi.

## Geografie
Centrum obce je ve stejnojmenné vesnici na pobřeží. Dalšími většími vesnicemi jsou Degerby, Täkter (Tähtelä), Solberg (Päivölä), Fagervik a Barösund (Bärönsalmi). Přes území obce teče několik říček. Za zmínku stojí Ingå å, která ústí do moře v centru, a Ingarskilaån, která se do moře vlévá na východě obce. Největšími jezery jsou Marsjön a Bruksträsket v západní části obce. Mořské pobřeží je velmi členité se spoustou ostrovů, ostrůvků, zálivů a průlivů. Největšími ostrovy jsou Orslandet a Barölandet, na kterých leží vesnice Barösund. Ve vesnici funguje přívoz. Na ostrovech je asi 2000 chat a na 300 obyvatel zde žije trvale. Na některé ostrovy byli vysazeni mufloni.
Ingå leží na severním okraji mírného podnebného pásu. V Ingå rostou především smrky, ale bohatě jsou zastoupeny i listnáče (břízy, dub letní, javor mléč, osika, jírovec maďal) a borovice. Rostou zde i ovocné stromy jako jabloň nebo i hrušeň, švestka, případně i třešeň. Na zdejších zahradách je možno pěstovat i choulostivější rostliny jako buk lesní, azalky nebo javor dlanitolistý, které severněji ve Finsku pěstovat již snadno nelze.